# David C. Evans
David Cannon Evans (Salt Lake City, 24 febbraio 1924 – 3 ottobre 1998) è stato un informatico statunitense.
Fu il fondatore del dipartimento di informatica alla Università dello Utah e cofondatore (con Ivan Sutherland) della Evans & Sutherland, una azienda informatica conosciuta come pioniere nel campo della computer-generated imagery.

## Biografia
Frequentò la Università dello Utah e studiò ingegneria elettronica; ottenne il Bachelor of Science in Fisica nel 1949 e il dottorato in Fisica nel 1953. Evans lavorò prima alla Bendix aviation electronics company in qualità di project manager per sviluppare, nel 1955, quello che può essere descritto come un primitivo personal computer su cui girava un sistema operativo interpretato. Il Bendix G-15 era un'unita ingombrante dalle dimensioni di circa un frigorifero a due porte.  Stette con la compagnia abbastanza a lungo da gestire il progetto del G-16.
Evans divenne membro di facoltà alla Università della California, sede di Berkeley. 
I suoi lavori più importanti con la grafica risalgono a quel periodo, quando compì diversi esperimenti su uno schermo IDIOM collegato a un Equipment Corporation PDP-5. Nel 1963, era co-investigatore principale (con Harry Huskey) per il project Genie che mirava a produrre un primo sistema multi-utente timesharing. Studenti di questo periodo erano Butler Lampson e L. Peter Deutsch
Il sistema, che includeva sviluppi chiave nel campo della virtual memory, fu finanziato dalla US Defense Department's Advanced Research Project Agency.
Nel 1965, la Università dello Utah lo reclutò per aprire il dipartimento di informatica dell'università. Quando stava lavorando per aprirlo, nel 1968, tentò di convincere Ivan Sutherland (che aveva finanziato la ricerca sul DARPA) di raggiungere lo Utah, e accettare la condizione che avrebbero fondato una azienda informatica insieme. Evans si ritirò dalla compagnia nel 1994. Studenti alla Utah includevano Alan Kay, Edwin Catmull, James H. Clark, John Warnock, and Alan Ashton.
Evans fu membro della Chiesa di Gesù Cristo dei santi degli ultimi giorni. Servì come presidente di filiale, consulente nelle vescoverie e stake presidencies, e come maestro scout per un totale di 27 anni. Evans fu premiato con il Silver Beaver per il suo impegno nello scouting.
Evans sposò Joy Frewin. Ebbero dieci bambini, di cui sono sette vissero fino all'età adulta. Uno di questo è David F. Evans, che è diventato autorità generale nella Chiesa di Gesù Cristo dei Santi degli ultimi giorni. Dal 1984 al 1990, Joy Evans è stato consulente nella presidenza generale della Relief Society per Barbara W. Winder. Al momento della morte, avvenuto il 12 ottobre 1998, Evans aveva 39 nipoti.
Nel 1996, la Brigham Young University ha istituito il David C. Evans Chair of Computer Engineering and Graphics.